# Kornig nållav
Kornig nållav (Chaenotheca chlorella) är en lavart som först beskrevs av Erik Acharius, och fick sitt nu gällande namn av Johannes Müller Argoviensis. Kornig nållav ingår i släktet Chaenotheca och familjen Coniocybaceae.  Arten är reproducerande i Sverige. Inga underarter finns listade i Catalogue of Life.

## Källor

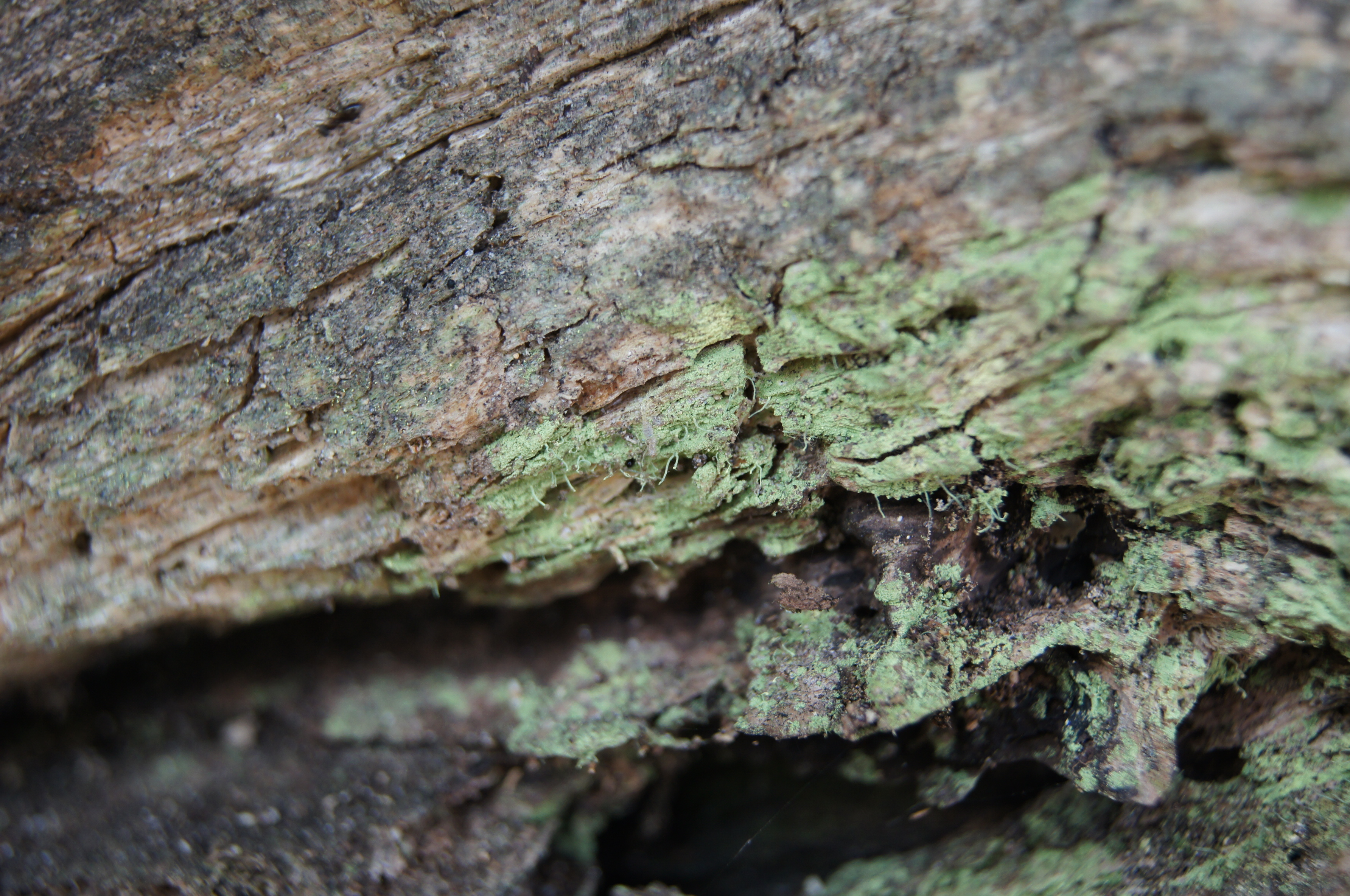